# Autrac
Autrac là một xã thuộc tỉnh Haute-Loire nam trung bộ nước Pháp. Xã Autrac nằm ở khu vực có độ cao trung bình 800 mét trên mực nước biển.